# Deltochilum violaceum
Deltochilum violaceum là một loài bọ cánh cứng trong họ Bọ hung (Scarabaeidae).